# Lublé
Lublé település Franciaországban, Indre-et-Loire megyében. Lakosainak száma 140 fő (2022. január 1.). Lublé Braye-sur-Maulne, Château-la-Vallière, Marcilly-sur-Maulne, Saint-Laurent-de-Lin, Villiers-au-Bouin és Noyant-Villages községekkel határos.

## Népesség
A település népességének változása:
| Lakosok száma | 204  | 163  | 124  | 133  | 142  | 146  | 144  | 140  | 138  | 140  |
|               | 1968 | 1982 | 1990 | 2006 | 2013 | 2015 | 2017 | 2019 | 2020 | 2022 |